# Bože Radoš
Bože Radoš (Crvenice, 5 settembre 1964) è un vescovo cattolico croato, dal 1º agosto 2019 vescovo di Varaždin.

## Biografia
Bože Radoš è nato il 5 settembre 1964 a Crvenice, frazione di Tomislavgrad e diocesi di Mostar-Duvno, in Bosnia ed Erzegovina.

### Ministero sacerdotale
Ha ricevuto l'ordinazione sacerdotale il 29 giugno 1990 per imposizione delle mani di monsignor Ćiril Kos, vescovo di Đakovo; si è incardinato, venticinquenne, come presbitero della medesima diocesi.
Il 28 aprile 2016 è stato nominato rettore del Pontificio Collegio Croato di San Girolamo a Roma; è succeduto a Jure Bogdan, nominato ordinario militare per la Croazia il 30 novembre 2015. Ha ricoperto tale incarico fino alla promozione all'episcopato.

### Ministero episcopale
Il 1º agosto 2019 papa Francesco lo ha nominato, cinquantaquattrenne, 3º vescovo di Varaždin; è succeduto al settantacinquenne Josip Mrzljak, dimissionario per raggiunti limiti d'età. Ha ricevuto la consacrazione episcopale il successivo 24 novembre, nella Cattedrale dell'Assunzione di Maria Vergine a Varaždin, per imposizione delle mani del cardinale Josip Bozanić, arcivescovo metropolita di Zagabria, assistito dai co-consacranti monsignori Đuro Hranić, arcivescovo metropolita di Đakovo-Osijek, e Josip Mrzljak, suo predecessore; ha preso possesso della diocesi durante la stessa celebrazione. Come suo motto episcopale il neo vescovo Radoš ha scelto Služiti radosno Gospodinu, che tradotto vuol dire "Servite con gioia il Signore".

## Genealogia episcopale
La genealogia episcopale è:
- Cardinale Scipione Rebiba
- Cardinale Giulio Antonio Santori
- Cardinale Girolamo Bernerio, O.P.
- Arcivescovo Galeazzo Sanvitale
- Cardinale Ludovico Ludovisi
- Cardinale Luigi Caetani
- Cardinale Ulderico Carpegna
- Cardinale Paluzzo Paluzzi Altieri degli Albertoni
- Papa Benedetto XIII
- Papa Benedetto XIV
- Papa Clemente XIII
- Cardinale Bernardino Giraud
- Cardinale Alessandro Mattei
- Cardinale Pietro Francesco Galleffi
- Cardinale Giacomo Filippo Fransoni
- Cardinale Carlo Sacconi
- Cardinale Edward Henry Howard
- Cardinale Mariano Rampolla del Tindaro
- Cardinale Rafael Merry del Val
- Arcivescovo Anton Bauer
- Arcivescovo Josip Antun Ujčić
- Cardinale Franjo Šeper
- Cardinale Franjo Kuharić
- Cardinale Josip Bozanić
- Vescovo Bože Radoš